# Діти морського царя
«Діти морського царя» (англ. The Merman's Children) — фентезійний альтернативно-історичний роман американського письменника Пола Андерсона, виданий 1979 року. Написаний на основі легенд про Морського царя та морських дів з данського фольклору, по суті — на основі балади про Агнет та морську піхоту. Частини роману раніше були опубліковані як під оригінальною назвою, так і як оповідання «Тупілак» у збірках «Палахуючі мечі 1»! (1973) та «Мерехтливі мечі 4: Варвари та чорні маги» (1977). Перший повноцінний друк здійснило 1979 року видавництво Berkley Books, згодом світ побачив ще два видання ціє книги, Книжковий клуб наукової фантастики здійснив перервидання в лютому 1980 року в твердій обкладинці, а жовтні 1980 року з'явилося видання в м'якій обкладинці. У Великій Британії роман з'явився у 1981 році, видання Sphere Books надрукувало його в м'якій обкладиці, а Sidgwick & Jackson — у твердій обкладинці. «Діти морського царя» Sidgwick & Jackson також включили до видання «Спеціального випуску наукової фантастики № 44» у 1983 році.

## Сюжет
Події роману розгортаються наприкінці Середньовіччя, «Діти морського царя» детально розповідають про падіння останнього бастіону королівства Мерфолк, створеного народом фей та знищеного появою християнства. Місто короля Лірі (титул Морського царя) лежить під водою, поблизу берегів Данії, мирно співіснує з наземними людьми, допоки людей не підкоряє ревний священник та його церковні дзвони. Не витримуючи натиску, більшість населення Мерфолку знищується або розпорошується, залишаючи лише нащадків короля, від любовних зв'язків царя та звичайних людей. Роман розповідає про них та їхні долі, коли діти морського царя зайняті пошуками нового дому в різних частинах земної поверхні, в таких місцях, як вмираючі норвезькі колонії в Ґренландії та прибережних районах Далмації.

## Відгуки
Книга посіле п’яте місце під час опитування для визначення найкращого фентезійного роману премії Локус 1980 року.